# Clan
Clan je bio zagrebački funky sastav koji su činili Miroslav Papić (truba), Boris Žilih (saksofon), Jaroslav Kubiček (klavir, vokal), Davor Črnigoj (bas), Boris Šoštar (gitara), Silvestar Dragoje (bubnjevi) i Rade Ružanović (konge). Sastav je svirao jazz-rock i bili su pratnja Josipi Lisac. Njenim odlaskom u SAD okreću se funku i 1978. snimaju svoj jedini album Motor hoću mama. U Clanu je jedno vrijeme svirao i Rajko Dujmić.

## Diskografija

### Singlovi
- "Ne optužuj me" / "Kiša" (1973.)
- "Suzuki 750 GT A" / "Mrve ljubavi" (1978.)

### Studijski albumi
- Motor hoću mama (PGP RTB 1978.)